# Salvatore Furia
(Frase di chiusura delle previsioni del tempo del Gazzettino Padano.)
Salvatore Furia (Catania, 24 novembre 1924 – Varese, 12 agosto 2010) è stato un meteorologo e poeta italiano, fondatore della "Società astronomica G.V. Schiaparelli" di Varese-Campo dei Fiori.

## Biografia
Salvatore Furia è nato a Catania in una famiglia numerosa. I suoi genitori erano Beatrice e Giuseppe Furia. Suo padre lavorava in un’azienda agricola. Salvatore aveva un fratello, Filippo, due anni più grande di lui e quattro sorelle: Melina, Rosina, Antonietta e Nunziella. Dopo le scuole medie, all'età di 16 anni, Salvatore parte per Varese e va da suo zio Ernesto, il fratello della mamma. Lui era il padre di Armida la futura moglie di Salvatore. Per sposarla dovette chiedere la dispensa papale. Ebbero due figli, Maria Beatrice e Massimo. A Varese trovò lavoro come apprendista meccanico ad Albizzate e poi a Solbiate Arno. Nel 1943 la sua famiglia non ha più sue notizie. Cadde in una retata delle SS a Gallarate e fu deportato in Germania, sarà monsignor Alessandro Proserpio, guida spirituale di Salvatore che comunicherà a zio Ernesto che Salvatore era vivo.
Il 2 maggio 1947 cominciò a lavorare all'Ufficio del Registro di Varese. Dovette iniziare a studiare diritto per poter essere assunto, e da direttore di seconda classe organizzò il primo ufficio Iva d’Italia. Nello stesso periodo nacque l’amicizia con l'astrofilo Mario Tagliabue. Insieme a Salvatore e Antonio Picinnelli fanno osservazioni astronomiche. Si uniscono a loro altre persone: Orlando Morelli, Giorgio Cavalieri, Eugenio Bini. Dopo qualche tempo hanno bisogno di una sede e la trovano nella torre littoria ai margini del centro storico e nella sala cinese di Villa Mirabello. Diventano la Società Astronomica Varesina. Comprano con un grande sconto il cannocchiale Merz-Cooke e decidono di metterlo a Vetta Paradiso (Campo dei Fiori), 1.226 m. sul livello del mare con un contributo del comune. Salvatore Furia diventa sempre più famoso in quanto organizza una serie di conferenze di scienze naturali a Villa Mirabello ma anche nelle scuole. Fa degli incontri sull'astronomia ma anche sui problemi ambientali. Nel 1959 fu invitato alle celebrazioni per i 350 anni dalle prime osservazioni di Galileo all'osservatorio di Asiago.
Nel 1953 Salvatore cominciò a frequentare anche l’osservatorio di Brera. Il prof. Francesco Zagar guidava Salvatore nei suoi compiti all’osservatorio. Salvatore ripulì l’osservatorio e riordinò l’antica biblioteca in 3 anni. In questo periodo conobbe il prof. Giovanni Andrissi. Furia frequentò l’osservatorio di Brera per quasi 10 anni andando sempre sabato dopo il lavoro. Guardava la Luna che lo affascinava, soprattutto il cratere Alphonsus. Usava il rifrattore Merz e il Merz-Respold da 49 centimetri. Raccontò ai prof. Zagar e prof. Andrissi la sua idea di costruire un osservatorio astronomico popolare a Varese. Salvatore spesso si recava al Campo dei Fiori a Varese per osservare la luna, solitamente dormiva in un sacco a pelo e si svegliava all'alba.

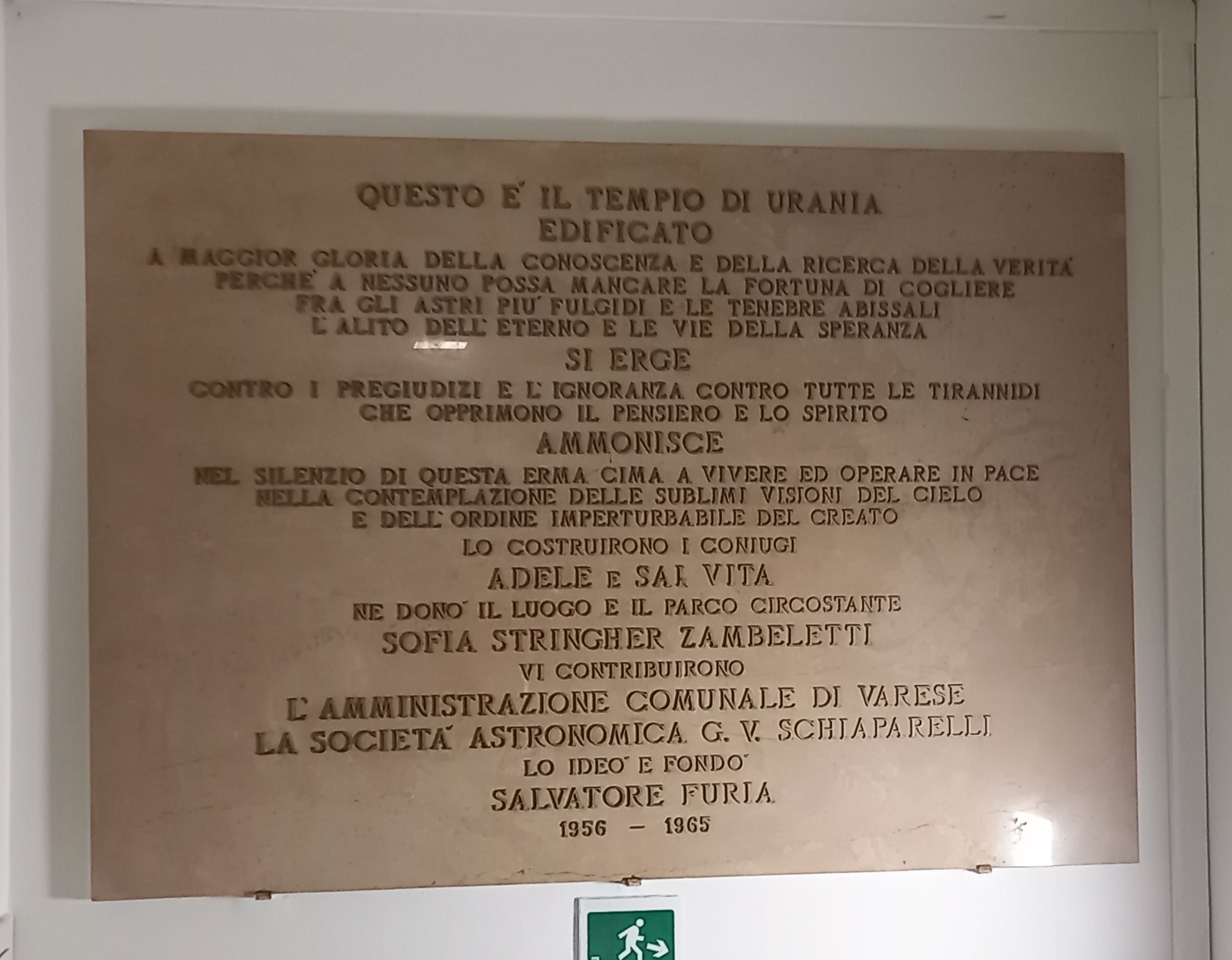
Targa celebrativa della costruzione dell'Osservatorio Astronomico di Varese

Gli “Schiaparellini”, come veniva chiamato il gruppo degli astrofili, si incontrano all’inizio in una capannina in un luogo ventoso e solitario. Studiavano meteorologia, morfologia, flora e fauna del posto. Nel 1961 Furia scrive un rapporto per il sindaco di Varese spiegando perché Vetta Paradiso è stata scelta per l’osservatorio. La costruzione dell’osservatorio è dovuta anche a Chang-Sai Vita, un finanziere cinese varesino. Dopo aver seguito tre conferenze di Furia dona 50 milioni di lire a Furia per la costruzione dell’osservatorio. I terreni sono proprietà di un’erede di una famiglia aristocratica, Sofia Zambeletti. La signora vuole fare una donazione alla memoria dei genitori e Furia ha un incontro con lei. Alla fine Sofia Zambeletti e sua cognata danno 385.000 metri quadri per la costruzione dell’osservatorio. Sofia verrà chiamata “madre della Cittadella”.
La Società Astronomica Schiaparelli si dà uno statuto con atto pubblico registrato l'11 febbraio del 1963 e ha due obbiettivi: la divulgazione scientifica popolare e la riserva integrale per fauna e flora. Nel 1964 i maestri delle Officine San Benedetto di Firenze costruiscono la cupola dell’osservatorio. Comincia anche il difficile lavoro della costruzione della strada per arrivare all'osservatorio. Ci sono ormai due generazioni di allievi che aiutano con questo lavoro. I lavori cominciano il 6 settembre 1969 e durano tanti mesi, nel frattempo Furia continua nella sua opera di divulgazione. Organizza lezioni di astronomia, botanica, meteorologia e sull'uso del telescopio. Nel suo modo di lavorare nell'osservatorio Furia unisce fede e scienza. Furia da giovane fu quasi agnostico ma scopre Dio da adulto. Incorpora nella sua vita la regola di San Benedetto “ora et labora”. All’osservatorio fa dire la messa ogni sabato, proposta sempre rispettando la libertà di tutti i frequentatori del posto.

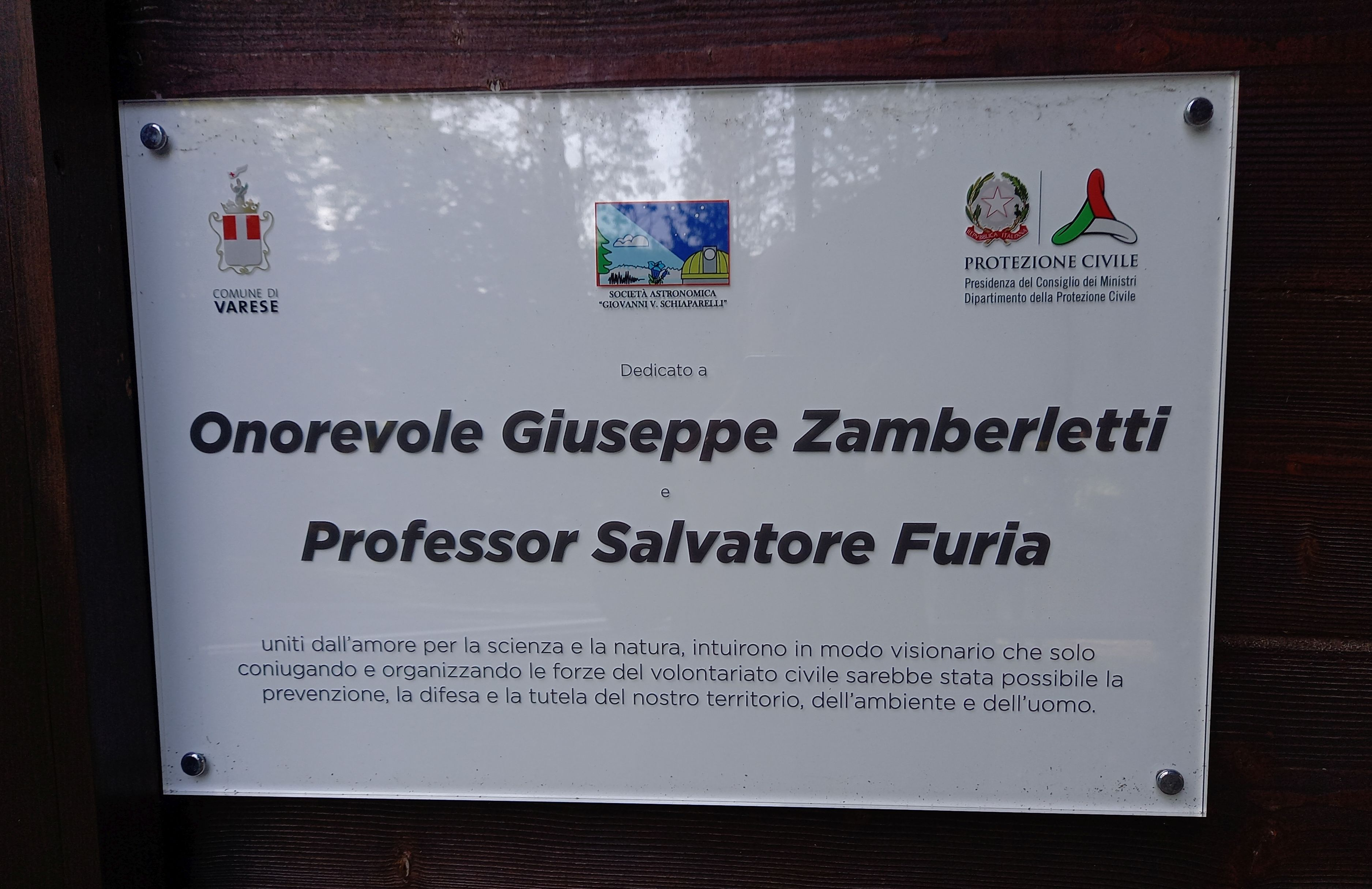
Targa presso l'Osservatorio Geofisico Prealpino di Varese

Salvatore Furia fu anche un poeta che metteva insieme spesso scienza e letteratura. Quando faceva le previsioni meteorologiche dal Centro Geofisico Prealpino di Varese finiva sempre con “pensieri positivi, nonostante tutto”. Salvatore Furia e i ragazzi hanno visto il ciclone che ha colpito l’Italia nella notte di capodanno del 1975 però non riuscirono ad informare le autorità. Salvatore fu chiamato lo zio della Protezione Civile che ancora in Italia non esisteva perché aiutò Giuseppe Zamberletti (padre della Protezione Civile) lavorando con lui ma rifiutando sempre di essere parte della Commissione Grandi Rischi. Partecipò però alla Commissione come consulente scientifico. Fu anche un collaboratore fisso de La Prealpina.
Salvatore Furia voleva anche un parco intercomunale per la salvaguardia del Campo dei Fiori. Il 10 ottobre 1974 illustrò il suo progetto alla platea del Rotary Varese e girò per i municipi con questo progetto. Aveva delle idee molto avanzate come creare una squadra di rangers e dei cartelli illustrati per il parco. Nel 1971 riuscì a formare il primo Gruppo di guardie ecologiche addette al Parco. Quando si scoprì che il Lago di Varese era totalmente inquinato, Furia subito si mise all'opera con i suoi ragazzi per studiare le alghe del lago. Avrebbero voluto anche fermare le gare di motonautica che dovevano avere luogo a Varese.  Non riuscendo, Furia scrisse una lettera pubblicata sulla Prealpina firmata “a nome del lago”. Per fare capire la gravità della situazione le brigate verdi ebbero l’idea di mettere l’acqua contaminata del lago nella fontana in piazza Monte Grappa. Lo fecero un sabato autunnale del 1977, l’evento divenne la copertina di Famiglia Cristiana e tutta la stampa ne scrisse. Le brigate verdi chiesero che “si provvedesse in tempi brevi e non oltre il 1980” alla bonifica del lago. Il tribunale decise che le industrie e gli enti pubblici dovessero risarcire civilmente i danneggiati pescatori in disoccupazione forzata.

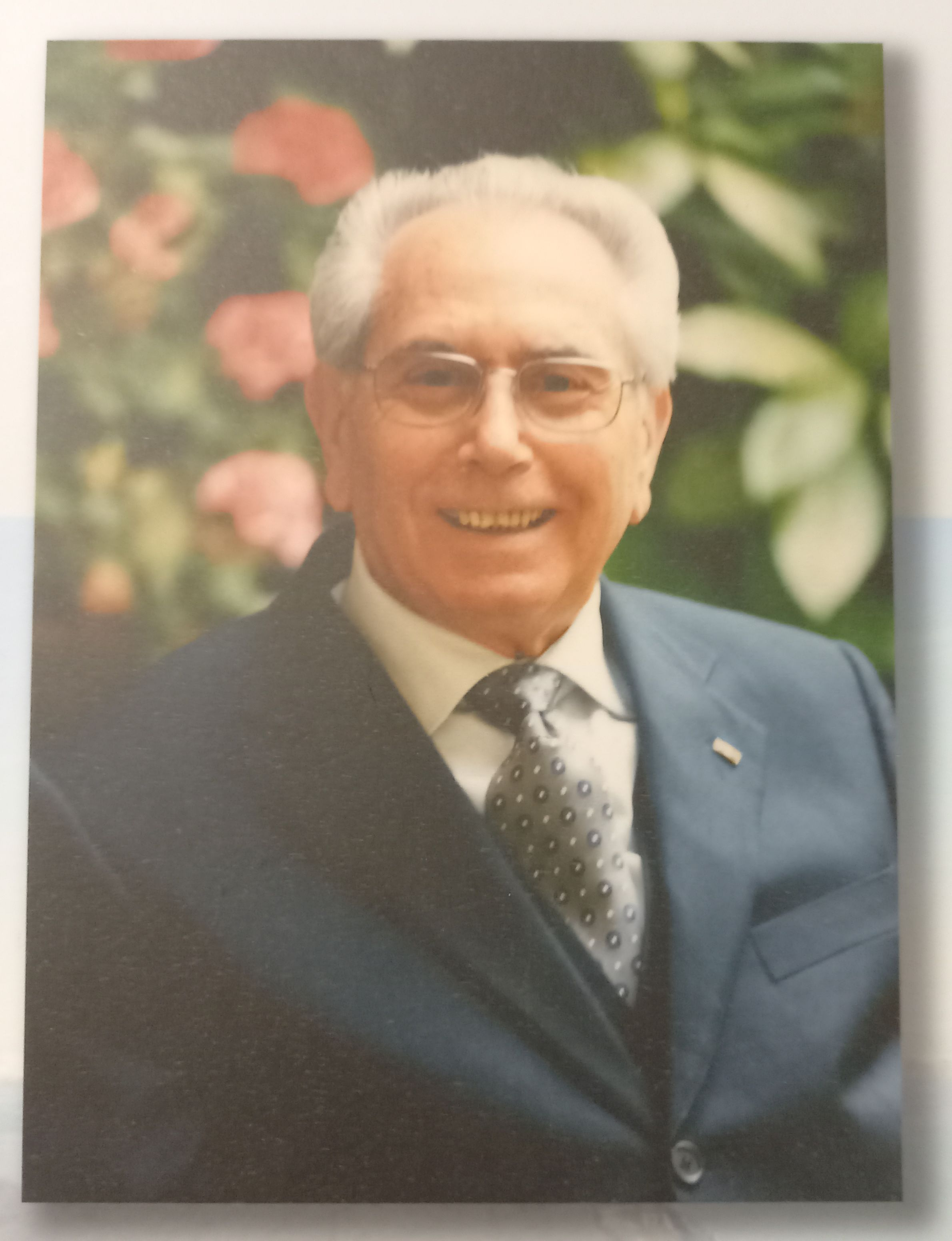
Ritratto di Salvatore Furia presso l'Osservatorio Astronomico di Varese

Alla Cittadella (astronomica) vanno migliaia di persone. L’osservatorio cresce. La seconda specola fu donata da Bernardo Mascioni che ha offerto 250 milioni di lire per lo sviluppo dell’osservatorio. La seconda cupola è più piccola e dal 1997 ha un telescopio C14. Con l’avvento di una più adeguata strumentazione informatica si sviluppa lo studio delle previsioni meteorologiche e dell’analisi statistica. Nel 1985 si aspetta il passaggio della cometa di Halley, il 17 dicembre 1.500 persone scendono in città dall'osservatorio con i telescopi per vedere questa cometa. Una spedizione scientifica squattrinata ma ben organizzata del Campo dei Fiori osserva e studia ulteriormente la cometa nel deserto della Namibia. Il 13 agosto 1999 gli “Schiaparellini” scelsero la Germania per osservare l’eclisse totale di sole.
Dopo due ictus da cui si riprese, Furia muore la notte del 12 agosto 2010 nel sonno all'età di 85 anni. Il 14 agosto 2010 ci fu il funerale, la casetta con le ceneri fu deposta vicino alla Madonnina con le braccia aperte di Cima Paradiso. Nella sua carriera ha studiato le caratteristiche del suolo lunare all'Osservatorio di Brera dal 1953 al 1961 per cortesia del direttore Francesco Zagar. Fu sovrintendente onorario al verde pubblico di Varese dal 1974 al 1992, sostenendo con tenacia il recupero del Sacro Monte di Varese, in particolare il ripristino del servizio funicolare. Fu promotore del Servizio Regionale delle Guardie Ecologiche nel 1979, socio fondatore dell'Associazione CieloBuio per la riduzione dell'inquinamento luminoso. Dal 1984 al 1990 è stato professore alla cattedra di "Conservazione della natura" presso l'Università di Pavia. Si è inoltre occupato delle previsioni meteorologiche della Lombardia, trasmettendole dal Centro geofisico prealpino, sulle frequenze del Gazzettino Padano.

## Onorificenze
Nel 1971 ha ricevuto il diploma di "Benemerito della Cultura, della Scuola e dell'Arte" e la medaglia d'oro del Presidente della Repubblica. Nel 1986 fu eletto cittadino benemerito della città di Varese grazie alla sua attività di protettore del patrimonio pubblico.
Gli è stato dedicato l'asteroide 194982 Furia.
Il 12 luglio 2019 a lui, insieme all'Onorevole Giuseppe Zamberletti, padre del Dipartimento della Protezione Civile, è stata dedicata la dacia di Villa Baragiola a Varese.

## Premio ecologia città di Varese
Il “Premio ecologia città di Varese” è stato istituito nel 1973 dal Prof. Salvatore Furia. È stato uno dei primi premi per l’ecologia sorti in Italia e forse in Europa. Il premio aveva lo scopo di fare conoscere persone (fisiche e giuridiche) che avessero lavorato per la tutela della natura e delle risorse naturali attraverso le seguenti azioni:
- opere d'ingegno;
- prestazioni o iniziative di indiscutibile valore comunitario locale, regionale o internazionale in ambito della tutela e dello studio ambientale;
- azioni di recupero di ambienti degradati o di conservazione ed arricchimento di quelli integri;
- conservazione di tutte le forme di patrimonio naturale sia esso di proprietà privata o pubblica;
- istituzione e gestione di monumenti naturali (biotopi e geotopi) di interesse locale, nazionale o internazionale;
- progettazione di strumenti legislativi per la tutela della sanità ambientale e le qualità della vita umana, per la tutela del territorio, dell'aria, dell'acqua, dei suoli, della vegetazione forestale, della flora spontanea e della fauna;
- opere urbanistiche o di ingegneria civile, industriale o forestale di grande rispetto per le risorse naturali e l'ambiente;
- studi e ricerche di carattere ambientale utili per la conservazione degli ambienti naturali;
- opere di divulgazione scientifica, educazione naturalistica, cultura.

Tale premio è stato conferito dal 1973 sino al 1992 seguito da una pausa di 25 anni. Nel 2017, sette anni dopo la morte del Prof. Salvatore Furia, l’amministrazione comunale di Varese ha deciso di rinnovare la tradizione del “Premio ecologia città di Varese”. Tale iniziativa è frutto dell’importanza che hanno assunto i temi ambientali, ecologici e del paesaggio, sia nei termini di conservazione e cura che di principale attrattore culturale e turistico della città.
Il “Premio ecologia città di Varese” viene conferito annualmente con una cerimonia pubblica che si tiene solitamente il 21 novembre, ed è un'iniziativa del Comune di Varese gestita in collaborazione con la Società Astronomica G.V.Schiaparelli. Partner dell’iniziativa: Università dell’Insubria di Varese, ARPA Lombardia, JRC Ispra (VA).

### Il palmarès del Premio Ecologia Città di Varese
- 2020-2021 Franco Arminio
- 2019 Salvatore Settis[9][10]
- 2018 Michele Lanzinger
- 2017 Stefano Mancuso
- 1992 Ardito Desio
- 1988 Prof. Paolo Maddalena
- 1987 prof. Giuseppe Galasso
- 1986 Dott. Fabio Clauser
- 1985 Assessorato all'Ecologia e all'Ambiente della Regione Lombardia
- 1984 Segretario del Comitato Europeo per la salvaguardia della Natura e delle Risorse naturali del Consiglio d'Europa – Strasburgo
- 1983 Dott. Alfonso Alessandrini
- 1982 De Monte Faginto Ermes
- 1981 Wellenzhon Ernst (guardia forestale Stelvio)
- 1980 Direzione del Parco Nazionale Abruzzo
- 1979 Dott. Walter Frigo
- 1978 Dott. Mario Pavan
- 1977 Prof. Giuseppe Nangeroni
- 1976 Azienda di Stato Foreste demaniali di Belluno
- 1975 Sig.ra Sofia Stringer Zambeletti
- 1974 Corpo Nazionale Vigili del Fuoco comando di Varese
- 1973 Ispettorato ripartimentale Foreste di Varese

Oltre al “Premio ecologia città di Varese”, dal 2018 viene attribuito anche il premio “Mario Pavan” – chiamato così in memoria dell’importante entomologo che fu anche Ministro dell’Ambiente – che viene assegnato ad un giovane dottorando in materie scientifiche. Il premio consiste in una borsa di studio del valore di  2500,00 €. Durante l’edizione 2018 il premio “Mario Pavan” è stato conferito a Francesca Alice Marazzi per la sua tesi di dottorato: “Growth of microalgal biomas on supernatant from biosolid dewatering”. La tesi si concentrava sulla valutazione dell’integrazione delle microalghe in impianti di depurazione con il duplice scopo di rimuovere azoto e produrre biomassa da convogliare ai digestori anaerobici. Nel 2019 il premio è stato ricevuto da Federica Marando che ha scritto la tesi: “Servizi Ecosistemici in aree urbane: il ruolo delle Infrastrutture Verdi nel miglioramento della qualità dell’aria e nella regolazione del clima a livello locale”.
Per il biennio 2020-2021, il premio è stato conferito ex aequo ad Anna Aletti e Paolo Pastorino.